# Едноцветна маргинела
Едноцветните маргинели (Persicula cornea) са вид коремоноги от семейство Cystiscidae.
Таксонът е описан за пръв път от Жан-Батист Ламарк през 1822 година.